# W pamiętniku Zofii Bobrówny
W pamiętniku Zofii Bobrówny (inc. Niechaj mię Zośka o wiersze nie prosi...) – wiersz Juliusza Słowackiego wpisany 13 marca 1844 roku w Paryżu do sztambucha (pamiętnika) Zofii Bobrówny, córki Joanny Bobrowej, złożony z trzech sekstyn o wersach jedenastozgłoskowych (układ rymów ababcc).
Wiersz jest obowiązkową lekturą szkolną dla klas IV–VI szkoły podstawowej.

## Rękopis i pierwsze wydanie
Autograf wiersza, wpisany bez tytułu do pamiętnika Zofii Bobrówny, znajdował się w rękach prywatnych i zaginął w czasie II wojny światowej. Pierwsze wydanie utworu ukazało się w 1866 roku, opublikowane z rękopisu przez Antoniego Małeckiego w Pismach pośmiertnych Juliusza Słowackiego (Lwów, t. I, s. 59) pod tytułem W pamiętniku Zofii***. Zaginiony autograf był jedynym znanym rękopisem wiersza.

## Adresatka i okoliczności powstania utworu

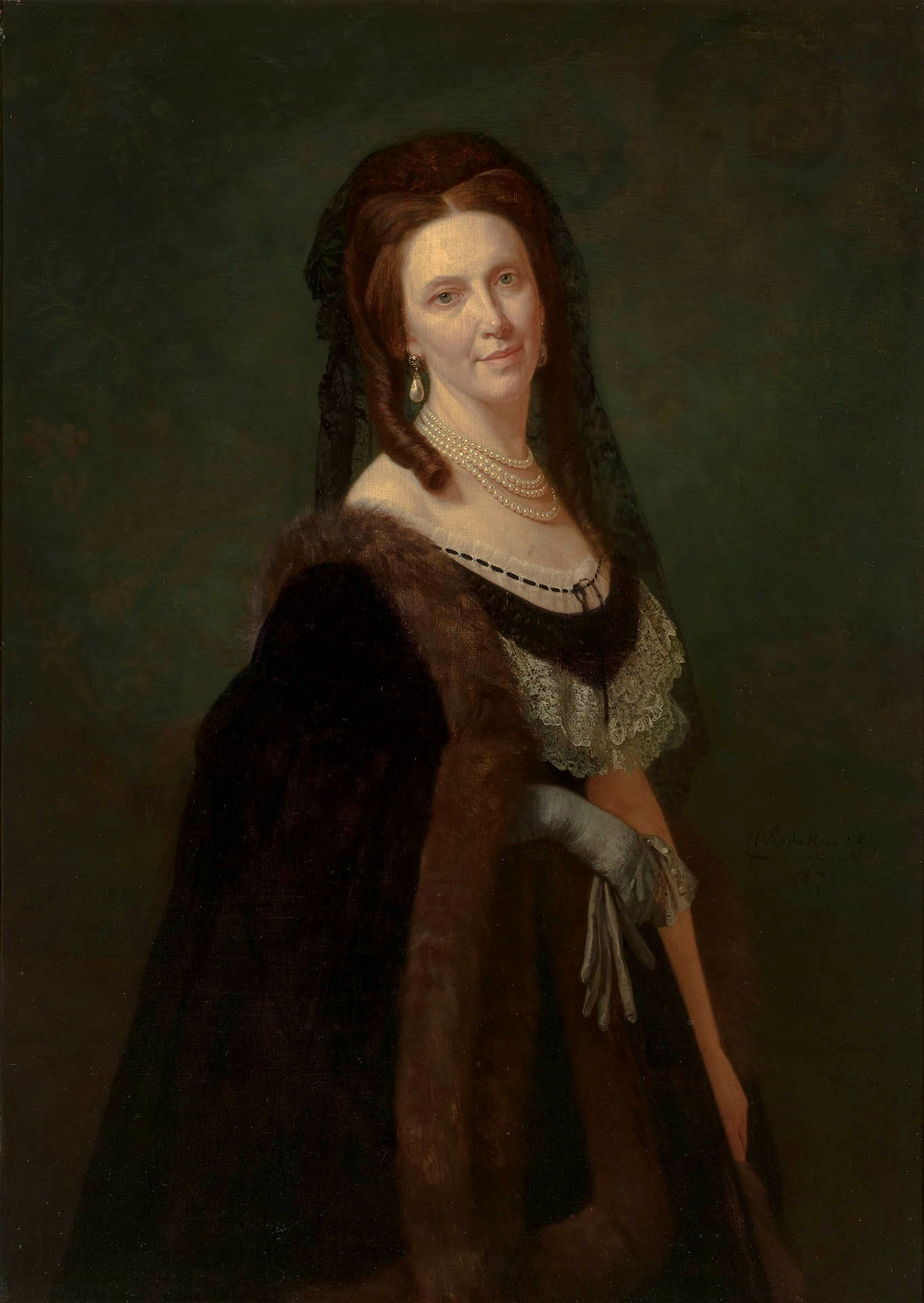
Portret Zofii Dzieduszyckiej z domu Bobrówny (1830–1904), adresatki wiersza W pamiętniku Zofii Bobrówny, namalowany przez Henryka Rodakowskiego w 1874 roku, 30 lat po powstaniu utworu Juliusza Słowackiego

### Adresatka
Zofia Bobrówna była córką Teodora Bobra-Piotrowickiego (1796–1860), marszałka szlachty powiatu krzemienieckiego, a później guberni wołyńskiej, i Joanny Bobrowej (pełne nazwisko: Joanna z Morzkowskich Bóbr-Piotrowicka, 1807–1889), przyjaciółki Juliusza Słowackiego. W chwili powstania wiersza rodzice Zofii byli w separacji. Zofia miała starszą siostrę Ludwikę (1825–1890), późniejszą żonę hr. Maurycego Eustachego Potockiego. W chwili powstania wiersza była ulubienicą Słowackiego, który nazywał ją w listach „Zosieńką” lub „małym aniołkiem”.
Do około 2000 roku dokładna data urodzenia Zofii Bobrówny była nieznana; niekiedy sugerowano, że w 1844 roku, w chwili powstania wiersza, mogła mieć nawet 17 lat, i podawano hipotetyczne daty urodzenia „1827<1828?>”. Z kwerendy archiwalnej przeprowadzonej w Muzeum Regionalnym w Krzemieńcu, której wyniki opublikowano w 2003 roku, wynika, że Zofia mogła przyjść na świat w 1831 roku. Marek Minakowski podał na podstawie Archiwum Dzikowskiego Tarnowskich w zbiorach Archiwum Państwowego w Krakowie (sygn. ADzT 1158), że Zofia urodziła się w 1830 roku i zmarła w 1904 roku we Lwowie. Jej akt zgonu zachował się w lwowskich księgach metrykalnych przechowywanych w Archiwum Głównym Akt Dawnych w Warszawie.
W 1857 roku Zofia poślubiła hr. Juliusza Dzieduszyckiego, właściciela stadniny koni arabskich w Jarczowcach w Galicji Wschodniej; w 1874 roku polski artysta Henryk Rodakowski namalował jej portret przechowywany w Muzeum Śląskim w Katowicach, znany jako Portret Zofii Dzieduszyckiej lub Portret Juliuszowej Dzieduszyckiej. 

### Okoliczności powstania utworu
Wiersz powstał przed wyjazdem Joanny Bobrowej z Paryża wraz z matką i córkami, Zofią i Ludwiką, w rodzinne strony poety, w okolice Krzemieńca, w którym Słowacki spędził dzieciństwo i obok którego przepływa rzeka Ikwa, wspomniana w utworze. Oprócz W pamiętniku Zofii Bobrówny Słowacki napisał w tym czasie również dwa wiersze skierowane do starszej siostry Zofii, Ludwiki: Do Ludwiki Bobrówny i Dziecina Lolka na rzymskich mogiłach. Trzy wiersze napisane dla córek Joanny Bobrowej, powstałe w jednodniowych odstępach (13, 14 i 15 marca 1844), bywają traktowane jako całość poetycka.
W skład spuścizny poetyckiej Słowackiego wchodzą także inne wiersze wpisane do pamietników znajomych, np. W sztambuchu Marii Wodzińskiej, Wiersz w sztambuchu Ludwika Spitznagla wyjeżdżającego do Egiptu 1827 r. 22 lutego, W imionniku Pani B[aronowej] R[ichthoffenowej], W albumie Elizy Branickiej i Cimetière du Père la Chaise (wiersz po francusku, wpisany w 1832 roku do sztambucha szesnastoletniej Kory Pinard). Są to przykłady tak zwanej poezji sztambuchowej, okolicznościowej formy poetyckiej popularnej w pierwszej połowie XIX wieku. Słowacki uprawiał ten typ literatury ze znakomitym skutkiem.

## Przesłanie poetyckie

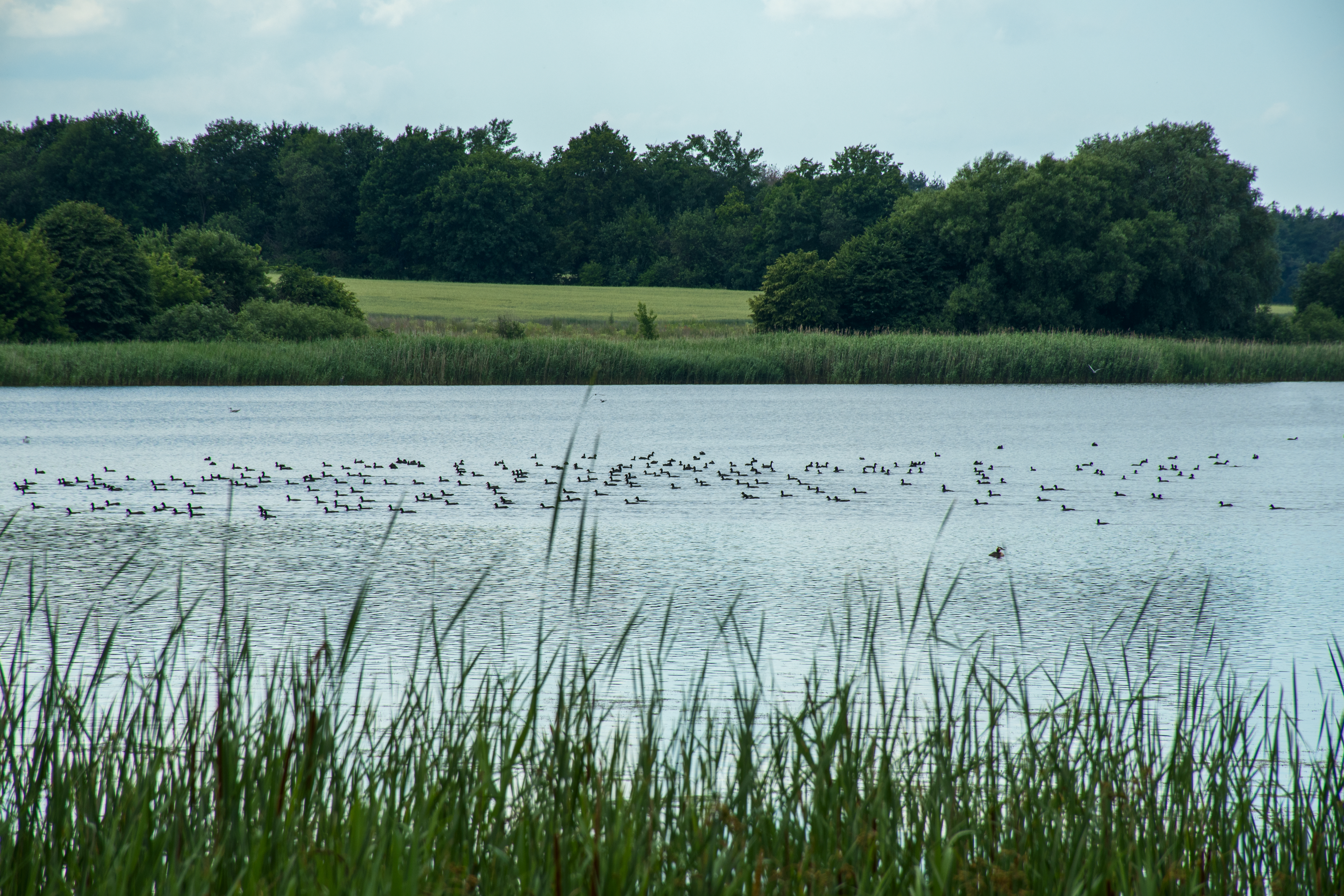
Rzeka Ikwa, wspomniana w wierszu Słowackiego

Słowacki, emigrant polityczny przebywający we Francji, wyraża w wierszu tęsknotę za ojczyzną. Pisze o pięknie przyrody stron rodzinnych i podkreśla, że natura jest najlepszym źródłem natchnienia poetyckiego. Tworzy obraz wyidealizowanej krainy dziedziństwa, Arkadii, raju utraconego, i wyraża romantyczne poczucie żywego kontaktu z ciągle ewoluującą, kosmiczną naturą. Jest ona traktowana jako źródło czystości duchowej i ma działanie uświęcające, podobnie jak poezja.
Wiersz napisany dla Zofii Bobrówny jest zaliczany do liryki mistycznej Słowackiego, gdyż tematem utworu jest duchowy wymiar poezji, dzieciństwa i przyrody; elementy rodzimego pejzażu, kwiaty i gwiazdy, są rzeczywistym wspomnieniem poety z wczesnego okresu życia, a zarazem nabierają charakteru duchowego objawienia. Autor wypowiada się o sprawach uniwersalnych za pomocą najprostszych konkretów, językiem zrozumiałym dla dziecka. Jednocześnie charakter utworu jest w pewnej mierze przekorny, gdyż punkt wyjścia treści merytorycznej stanowi odmowa napisania wiersza wyrażona wierszem.

## Przekłady na języki obce
Do 2000 roku W pamiętniku Zofii Bobrówny przetłumaczono na języki angielski (1944, 1987), białoruski (1959), bułgarski (1958), czeski (1949, 1980), francuski (1881), niemiecki (1959), rosyjski (1959), słoweński (1973), ukraiński (1910, 1994), węgierski (1955) i włoski (1959).